# Pchadžu
Město Pchadžu (파주시 – Pchadžu si) leží v jihokorejské provincii Kjonggi. K roku 2015 mělo přes čtyři sta tisíc obyvatel.

## Poloha
Území Pchadžu leží na severu Jižní Korey nedaleko Severní Korey a v přímém sousedství Korejského demilitarizovaného pásma. Severozápadně od Pchadžu leží vesnice Panmundžom, kde je jediné místo přímého styku Severní a Jižní Korey.
Přes Pchadžu protéká řeka Imdžin, která se jihozápadně od města vlévá do Hangangu.